# Ariston från Aten
Ariston från Aten, född 467 f.Kr., död 424 f.Kr., var en atensk aristokrat, mest känd som far till filosofen Platon. Hans liv och inflytande är främst dokumenterade genom sonens verk och senare biografiska skrifter. Ariston härstammade från kung Kodros, den sista mytiska kungen av Aten, och var ättling till laggivaren Solon via sin far Aristokles.

## Familj och politiskt engagemang
Ariston tillhörde Atens politiska elit och var aktiv i stadens försvar under Peloponnesiska kriget. Han gifte sig med Periktione, som var släkt med den inflytelserike oligarken Kritias och laggivaren Solon. Paret fick fyra barn: sönerna Adeimantos, Glaukon och Platon (ursprungligen namngiven Aristokles efter farfadern), samt dottern Potone.

## Uppfostran av Platon
Ariston dog när Platon var cirka fyra år, vilket tvingade modern Periktione att gifta om sig med sin farbror Pyrilampes, en vän till statsmannen Perikles. Trots sin tidiga död påverkade Ariston Platons liv på två avgörande sätt. Aristons kungliga anor gav Platon social status och tillgång till elitutbildning. Han anses även ha format Platons politiska skepticism mot demokrati, genom sina politiska  erfarenheter (han upplevde bland annat Perikles fall). Detta reflekteras i Platons kritik av demokrati i dialoger som Staten.
I Platons mästerverk Staten spelar Aristons söner Adeimantos och Glaukon centrala roller som Sokrates samtalspartners – en hyllning till deras fars intellektuella arv.

## Historisk kontrovers
Vissa källor (som Diogenes Laertios) hävdar att gudomen Apollon i en dröm uppmanade Ariston att avhålla sig från samlag med Periktione tills Platon föddes – en myt som senare platonister använde för att förklara Platons geni. Modern forskning avfärdar detta som efterkonstruktion.